# Бирилёв, Алексей Алексеевич
Алексе́й Алексе́евич Бирилёв (16 марта 1844, Тверская губерния — 6 февраля 1915, Петроград) — русский военно-морской и государственный деятель, морской министр, адмирал (1907); член Государственного совета. Почётный гражданин г. Бреста (Франция) (08.02.1892).

## Биография
Родился 16 (28) марта 1844 года. Происходил из известного с XV века дворянского рода Бирилёвых. Отец — Алексей Иванович Бирилёв, мать — Степанида Ивановна, урождённая Вельяминова-Зернова (1802—1877, Санкт-Петербург).
Окончил Морской кадетский корпус, прослушал курс лекций в Николаевской морской академии.
1 августа 1859 года зачислен юнкером в 1-й флотский экипаж. По протекции старшего брата Н. А. Бирилёва отправился на Дальний Восток России на клипере «Разбойник» под командованием капитан-лейтенанта Ратькова. На Тихом океане был переведён на фрегат «Светлана» под командованием капитана 2-го ранга И. И. Бутакова. 1 марта 1862 года произведен в чин гардемарина со старшинством с 1 июня. В 1864 году удостоен звания мичмана. Далее переведён в должность вахтенного офицера на клипер «Наездник» под командованием капитан-лейтенанта Желтова. В 1865 году вернулся в Кронштадт уже с орденом Святого Станислава 3-й степени. В 1868 году произведён в лейтенанты флота, а в 1878 году — капитан-лейтенанты.
В 1880 году принял командование своим первым кораблем — броненосным фрегатом «Адмирал Лазарев». Затем в течение пяти лет командовал одним из первых русских минных кораблей — миноносцем «Взрыв». В 1885 году — капитан 2-го ранга.
С 1886 по 1887 год — командир минного крейсера «Лейтенант Ильин». С 1888 года — командир клипера «Пластун». В 1889 году присвоено звание капитана 1-го ранга. Заведующий минной командой при 8-м флотском экипаже, командир крейсера 1-го ранга «Минин» (1890—1892) совершил на нём плавания к берегам Центральной Америки и в Средиземное море, эскадренного броненосца «Сисой Великий» (1893), броненосца береговой обороны «Адмирал Ушаков» и эскадренного броненосца «Гангут» (1893—1894). С 1894 года в звании контр-адмирал, с 1901 года — вице-адмирал.
В течение четырёх лет возглавлял Учебно-артиллерийский отряд Балтийского флота, в 1900—1901 годах командующий Отдельным отрядом судов в Средиземном море, в 1903 году командующий Соединённым практическим отрядом обороны побережья Балтийского моря.
19 февраля 1904 года назначен военным губернатором Кронштадта, а 10 мая — главным командиром флота и портов, начальником морской обороны Балтийского моря (в 1905 году переименован в командующего Балтийским флотом). Вместе с этим назначением на него была возложена задача по вооружению, подготовке и снабжению отправляемых на войну эскадр адмиралов З. П. Рожественского и Н. И. Небогатова. Наспех импровизированные, эти эскадры были снабжены и укомплектованы также наспех и случайно. Ввиду приближения эскадр к театру военных действий и указаний адмирала Рожественского на своё болезненное состояние, Бирилёв был назначен 8 мая 1905 года командующим флотом Тихого океана и прибыл во Владивосток, но после Цусимского сражения и гибели в нём русского флота возвращён в Петербург.
Член Совета государственной обороны (1905—1907); 3 декабря 1905 года был назначен членом Государственного совета (с 25 апреля 1906 года — присутствующий член), в составе которого пробыл до кончины в 1915 году, находился в группе правых.
Был председателем «Первого военного общества охоты», впоследствии (06 марта 1906 г.) переименованного в «Императорское военное общество охоты».

### Первый морской министр
После реорганизации высших органов военно-морского управления и учреждения должности морского министра Высочайшим распоряжением вице-адмирал А. А. Бирилёв 29 июня 1905 года назначен первым российским морским министром.
На посту морского министра Бирилёвым были даны указания для воссоздания флота, реорганизации центральных управлений морского министерства, прохождения службы офицерами и выработки будущей программы судостроения. Намеченные реформы не были связаны руководящей идеей, не имели определённого плана выполнения и носили лишь частичный характер. Поставленная морскому ведомству задача организовать оборону берегов, не создавая линию фронта, постройка которого отлагалась на неопределенный срок, была в целом неверна и только замедлила возрождение флота.
Уделял много внимания минным заграждениям и развитию подводного плавания.
Тем не менее бесспорная любовь Бирилёва к флоту, печальное состояние которого он глубоко чувствовал, его живость, энергия и добрые намерения не остались совсем без результата. За время его управления морским министерством были сделаны попытки к омоложению командного состава флота (18 сентября 1905), положены основания службы морского генерального штаба (6 ноября 1905), увеличена продолжительность плавания, организована постоянная служба и жизнь на судах флота круглый год, восстановлено звание корабельных гардемарин с возобновлением для них заграничных плаваний (24 апреля 1906), сокращён срок службы до 5 лет и т. д.
Полезные мероприятия парализовались отчасти событиями 1905—1907 годов, рядом военных бунтов и полным упадком дисциплины во флоте.
11 января 1907 года уволен согласно прошению с должности морского министра с производством в адмиралы (1 июля) и оставлением членом Государственного Совета.
Бирилёв собрал большую для того времени коллекцию российских и иностранных орденов и медалей (в количестве 29 штук), которыми был награждён лично, для чего старался участвовать в дружеских визитах военных кораблей в разные страны. Был почётным гражданином французского портового города Бреста.
Скончался 6 (19) февраля 1915 года в Петрограде. Похоронен на Никольском кладбище Александро-Невской лавры.
Архив адмирала А. А. Бирилева хранится в архиве ВМФ, дело 293; 1846—1916.

## Награды
- Орден Святого Станислава 3-й степени (26 июля 1865)
- Орден Святой Анны 3-й степени (19 июня 1872)
- Орден Святого Станислава 2-й степени (1 января 1879)
- Орден Святой Анны 2-й степени (1 января 1883)
- Орден Святого Владимира 4-й степени с бантом за 25 лет выслуги (22 сентября 1889)
- Орден Святого Владимира 3-й  степени (1 января 1893)
- Орден Святого Станислава 1-й степени (14 мая 1896)
- Орден Святой Анны 1-й степени (6 декабря 1898)
- Орден Святого Владимира 2-й степени (6 апреля 1903)
- Орден Белого орла (6 декабря 1904)
- Орден Святого Александра Невского (29 марта 1909)
- Бриллиантовые знаки к ордену Святого Александра Невского (1 июня 1912)
- Серебряная медаль «В память царствования императора Александра III» (26 февраля 1896)
- Знак отличия беспорочной службы за XL лет (22 августа 1904)

Иностранные:
- турецкий Орден Османие 3-й степени (14 марта 1892)
- греческий Орден Спасителя 3-й степени (26 июня 1892)
- португальский Орден Святого Беннета Авишского со звездой (17 мая 1893)
- турецкий Орден Меджидие 1-й степени (19 марта 1900)
- итальянский Ордена короны, большой крест (1 мая 1900)
- греческий Орден Спасителя 1-й степени (16 июля 1900)
- черногорский Орден Князя Даниила I 1-й степени (13 августа 1900)
- тунисский Орден Нишан-Ифтикар (13 августа 1900)
- испанский Орден Военно-морских заслуг, большой крест (6 мая 1901)
- французский Орден Почётного легиона, большой офицерский крест (6 мая 1901)
- сербский Орден Такова 1-й степени (5 августа 1901)
- болгарский Орден «За военные заслуги» (5 августа 1901)
- турецкий Орден Османие 1-й степени (20 августа 1901)
- прусский Орден Красного орла 1-й степени (11 сентября 1905)

## Семья
- Жена — девица из дворян Маргарита Николаевна Топорова (12.06.1845—30.06.1894, Александро-Невская лавра), дочь доктора медицины, статского советника Николая Силыча Топорова (?—14.02.1888, Донской м-рь). Венчались 14 (26) октября 1873 в Москве[5]. Поручители по женихе: действительный статский советник Михаил Николаевич Капустин и титулярный советник Сергей Сергеевич Баршев; по невесте: отец её родной, статский советник Н. С. Топоров, и брат её родной, надворный советник[6] Пётр Николаевич Топоров (1839—31.08.1904, С.-Петербург).

Дети:
- Николай (14.12.1875—?) — чиновник М-ва иностранных дел. Окончил юридический ф-т С.-Петербургского у-та с дипломом 2-й степени; с 17.08.1898 определён на службу в Морское министерство, кандидатом на судебные должности при Кронштадском военно-морском суде, с утверждением в чине губернского секретаря; коллежским секретарём переведён в ведомство Главного управления торгового мореплавания и портов столоначальником отдела торгового мореплавания; с 16.06.1903 назначен столоначальником старшего оклада отдела торгового мореплавания; с 15.01.1904, по прошению, уволен от службы в том ведомстве;  в том же — 1904, назначен чиновником особых поручений при отце — кронштадтском военном губернаторе, Главном командире флота и портов (Главном командире Кронштадского порта), начальнике морской обороны Балтийского моря, вице-адмирале А. А. Бирилеве; с 22.04.1905 переведён в ведомство М-ва иностранных дел, с причислением ко 2-му департаменту министерства; с 1.06.1905 назначен переводчиком VIII класса в том департаменте; 28.10.1905 произведён в титулярные советники, со старшинством с 1.04.1905; с 1.05.1906 назначен делопроизводителем VIII класса в том же департаменте; 30.05.1908 производится в коллежские асессоры, со старшинством с 1.04.1908; с 13.07.1910, по прошению, причислен ко 2-й экспедиции при канцелярии министерства; надворный советник с 1.04.1912; с 11.01.1913 — чиновник особых поручений VIII класса при министре иностранных дел; с 1.07.1914 — чиновник особых поручений VII класса при министре иностранных дел; в том чине и классе до февральской революции 1917 года служил секретарем отдела печати канцелярии министра (. Кавалер ордена Св. Анны 3 степени, орд. Св. Станислава 2 степени. С 4 июля 1910 был женат на девице О. С. Федотовой. Свадьба прошла в «интимном домашнем кругу». Венчались в церкви села Никольского, Мещовского уезда, Калужской губ., имении горного инженера В. В. Ярмонкина и его супруги — Ольги Андреевны, урождённой Бирилевой, дальней родственнице адмирала А. А. Бирилева. Посаженным отцом на свадьбе был отец жениха, адмирал А. А. Бирилев, посаженной матерью О. А. Ярмонкина[7].
- Варвара (21.121877—?)
- Маргарита (15.02.1879—?)

## Из воспоминаний современников
- С. Ю. Витте:

Человек очень хороший, правдивый, но оригинальный... неглупый и недурной... но более болтун, нежели делец.
- В. И. Гурко:

...типичный русак, но живого, горячего темперамента, смотрел на все вопросы с чрезвычайной простотой и прямолинейностью. Патриот до глубины души и, конечно, определённо правый, но... выпустив все пары... на своём мнении не настаивал.
- В. Ф. Джунковский:

Это был честный моряк, энергичный, прямой и уволен он с поста министра из-за «посторонних влияний».
- И. И. Толстой:

...Витте, по-видимому, побаивался его... При этом Витте уверял, что он очень ценит простой здравый ум адмирала.

## Упоминание в культуре
- В романе «Цусима»[8]:

Во флоте Бирилев прославился главным образом собиранием иностранных орденов. В этом отношении никто из морских воротил не мог с ним соперничать. Когда-то, будучи ещё контр-адмиралом и командуя отрядом судов в Средиземном море, он не столько занимался морским делом, сколько посещал высочайших особ разных государств. В Италии происходили большие национальные торжества. Наш средиземноморский отряд пришел в Неаполь. Адмирал Бирилев со своим флаг-офицером Михайловым поехал в Рим, где был принят королём Виктором Эммануилом II и королевой Еленой. Адмирал во время обеда искусно развлекал королеву своими всегда остроумными рассказами. Король пожаловал ему итальянский орден. Побывал он и в Тунисе, где получил звезду от туземного бея. Турецкий султан праздновал двадцатипятилетний юбилей своего царствования. Разве можно было пропустить такой случай? Адмирал на канонерской лодке «Кубанец» отправился в Дарданеллы, а оттуда, пересев на поезд, проехал в Константинополь, чтобы представиться султану и поздравить его с юбилеем славного, мудрого и счастливого царствования. Растроганный таким вниманием султан наградил его звездой «Меджидие». А как не побывать ещё в Греции, на острове Корфу, где должна была произойти свадьба великого князя Георгия Михайловича с греческой принцессой Марией Георгиевной? Расчет был сделан верно. После бракосочетания молодых на груди адмирала засияла новая звезда. В болгарской столице Софии он посетил царя Фердинанда, и здесь также его наградили орденом. Потом отправился в Сербию на свидание в Белграде с королём Александром и королевой Драгой. Казалось, время для посещения королевской четы было выбрано довольно неудачное. Королева горевала после неблагополучных родов. Король буйствовал, и к нему никто не рисковал подступиться. Ни наш посланник, ни министр сербского двора не могли выхлопотать Бирилеву аудиенцию. Но он был настойчив и не унывал. Прожив недели две впустую, он через какую-то придворную даму добился свидания с Драгой. Он так мастерски успокоил королеву, что она благодарила его за сердечное отношение к ней. А через неё он уже подкатился и к самому королю. В результате коллекция звезд его увеличилась. Вообще адмиралу везло. Всюду, где бы он ни столкнулся с той или иной высочайшей особой, его награждали орденами. Чтобы получить таковые, он не стеснялся никакими средствами, доходя в своей изобретательности до виртуозности. В Мадриде он прожил больше недели, добиваясь аудиенции у короля. Это было перед пасхой, Альфонс XIII и королева в это время говели и никого не принимали. Адмирал терпеливо ждал и только на второй день пасхи представился им в цирке во время боя быков. Король был в прекрасном расположении духа, милостиво беседовал с русским адмиралом и, сняв с одного из своих придворных моряков звезду, лично приколол её на грудь Бирилева. Больше ему нечего было делать в цирке. Он сейчас же покатил на вокзал и сел на поезд. Вернувшись в Барселону, где его поджидал отряд русских судов, он переправился на канонерскую лодку «Храбрый». Нельзя было терять времени: в Виллафранке находился президент французской республики Лубе. Погнали судно, оставляя позади отряд. Кочегары, орудуя в топках, так старались, что на «Храбром» дымовая труба, накалившись докрасна, прогорела. Свидание с президентом всё-таки состоялось. Грудь Бирилева украсилась ещё одной звездой — ордена Почетного легиона.
Когда со своим отрядом он вернулся в отечественные воды, о нём говорили во флоте:
— Его превосходительство благополучно закончил свой крестовый поход.